# Peter Brock (numismatiker)
 Der er flere personer med dette navn, se Peter Brock.
Peter Michael Johan Brock (9. februar 1842 i København – 7. november 1906 sammesteds) var en dansk numismatiker.
Brock blev Dr. phil. 1874;  1883 inspektør og slotsforvalter ved de danske Kongers kronologiske Samling på Rosenborg Slot, efter en lang årrække forud at have været knyttet til samlingerne.
Han udgav 1874: Numismatiske Undersøgelser betræffende den senere romerske Kejsertid. Forud havde han udgivet beskrivelser over C.J. Thomsens romerske og græske mønter (1866 og 1869, på fransk). Fremdeles udgav han vejledninger til Rosenborgsamlingen og 1881-83: Historiske Efterretninger om Rosenborg I-III.
Brock blev Ridder af Dannebrog 1892 og Dannebrogsmand 1903. Han er begravet på Assistens Kirkegård.